# ラモプラニン
ラモプラニン（英：ramoplanin）は、アクチノプラネス属のATCC 33076株から単離される、グリコリポデプシペプチド系の抗生物質である。

## 作用機序
ラモプラニンは、細菌の細胞壁の構成物質であるペプチドグリカンの生合成に必要な、グリコシル基転移を阻害することで効果を発揮する。

## 利用
ラモプラニンは、偽膜性腸炎の原因菌であり多剤耐性を獲得したクロストリジウム・ディフィシルの治療薬として、アメリカ食品医薬品局（FDA）に緊急を要する物質に指定され集中的に開発された。ラモプラニンは、バンコマイシンと異なり腸壁から吸収され血中で分解してしまうため、経口薬としてのみ利用される。